# Пояна-Онцій
Пояна-Онцій (рум. Poiana Onții) — село у повіті Селаж в Румунії. Входить до складу комуни Крістолц.
Село розташоване на відстані 367 км на північний захід від Бухареста, 31 км на схід від Залеу, 46 км на північ від Клуж-Напоки.

## Населення
За даними перепису населення 2002 року у селі проживали 111 осіб, з них 110 осіб (99,1%) румунів. Усі жителі села рідною мовою назвали румунську.